# Христо-Ботеве
Христо-Ботеве — село Доброславської селищної громади Одеського району Одеської області в Україні. Населення становить 208 осіб.

## Історія
1 лютого 1945 р. хутір Малі Ламзаки Вовківської сільради приєднали до селища Благоєве.

## Населення
Згідно з переписом УРСР 1989 року чисельність наявного населення села становила 233 особи, з яких 102 чоловіки та 131 жінка.
За переписом населення України 2001 року в селі мешкало 208 осіб.

### Мова
Розподіл населення за рідною мовою за даними перепису 2001 року:
| Мова       | Чисельність | Відсоток |
| ---------- | ----------- | -------- |
| українська | 157         | 75,48%   |
| російська  | 44          | 21,16%   |
| румунська  | 3           | 1,44%    |
| болгарська | 2           | 0,96%    |
| гагаузька  | 2           | 0,96%    |
| Усього     | 208         | 100%     |